# Jason Read
Jason Read (født 24. december 1977 i Flemington, New Jersey, USA) er en amerikansk tidligere roer og olympisk guldvinder.
Read vandt en guldmedalje ved OL 2004 i Athen, som del af den amerikanske otter. Udover Read bestod bådens besætning af Wyatt Allen, Chris Ahrens, Joseph Hansen, Matt Deakin, Dan Beery, Beau Hoopman, Bryan Volpenhein og styrmand Cipollone. Amerikanerne sikrede sig guldmedaljen foran Holland og Australien, der vandt henholdsvis sølv og bronze. Det var det eneste OL, Read deltog i.
Read vandt desuden en VM-sølvmedalje i otter ved VM 1993 i Milano.

## OL-medaljer
- 2004:  Guld i otter